# Vrijstaat Ikaria
De vrijstaat Ikaria (Grieks: Ελευθέρα Πολιτεία Ικαρίας,  Elefthéra Politía Ikarías) was in 1912 gedurende vijf maanden een de facto onafhankelijke staat met controle over de Griekse eilanden Ikaria en Fourni. De eilanden waren onderdeel van het Ottomaanse Rijk, maar op 17 juli 1912 werden de Ottomaanse troepen van Ikaria verdreven en een dag later werd de onafhankelijkheid uitgeroepen. Gedurende de vijf maanden dat de vrijstaat Ikaria onafhankelijk was, had het land onder ander een eigen leger, vlag, postzegels en volkslied. Op 4 november kwam er een einde aan de onafhankelijkheid toen Ikaria door Griekse troepen werd ingenomen. 